# 集約農業

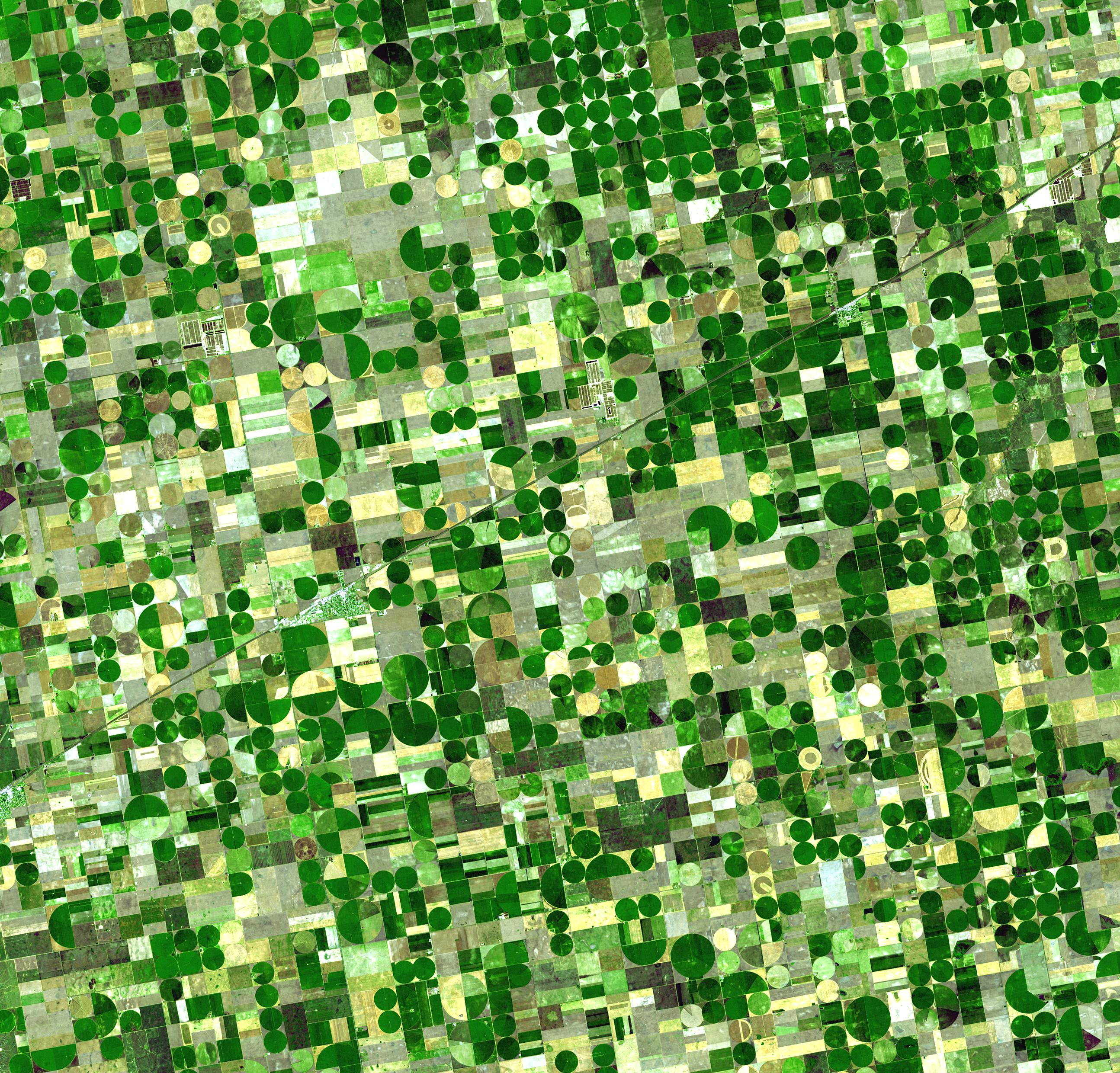
アメリカ合衆国カンザス州で灌漑施設の導入により形成された資本集約的農業の例。スプリンクラーの散布範囲だけが円形状に農地化している。

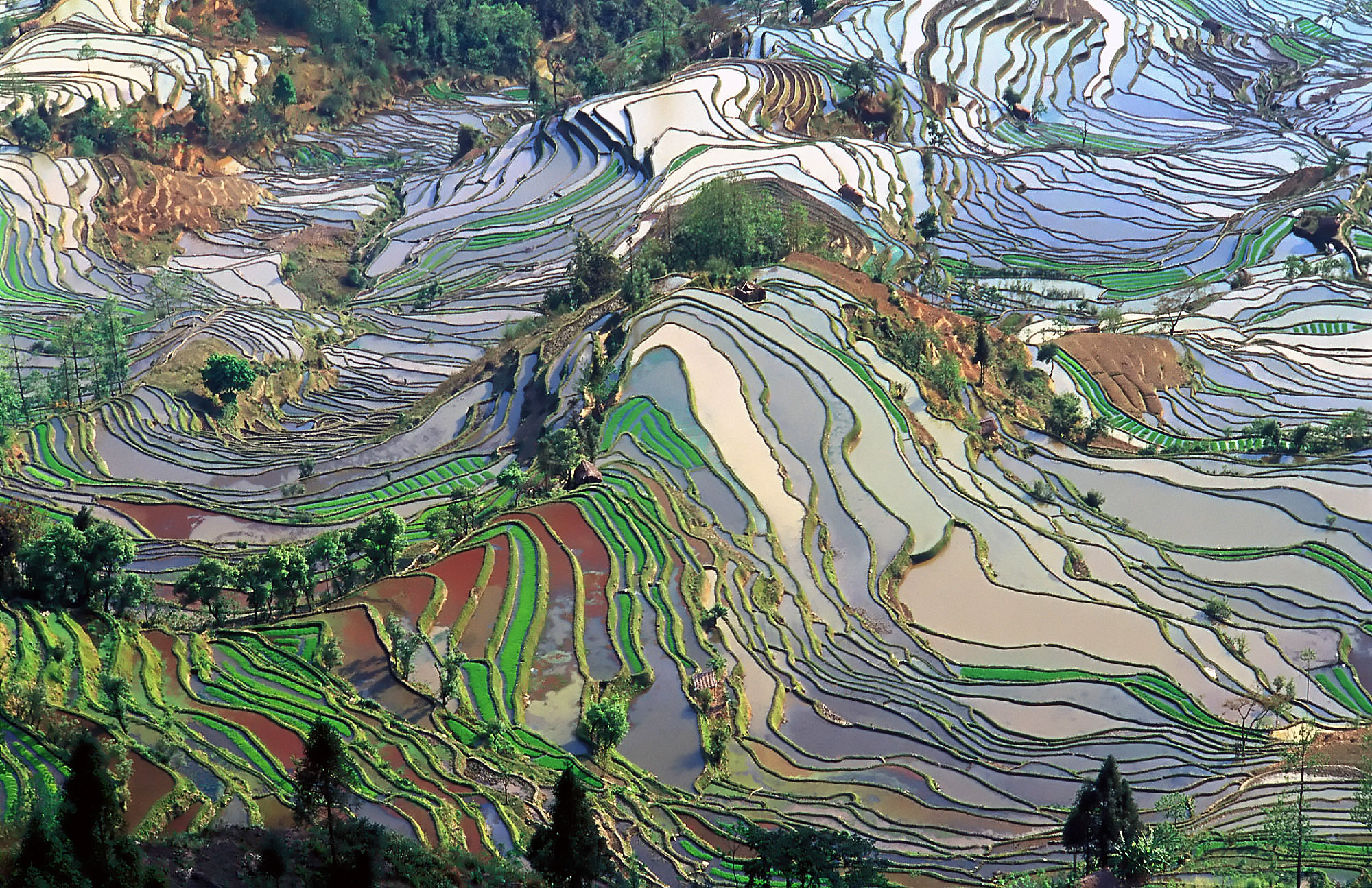
中華人民共和国雲南省の棚田。労働集約的農業の例。

集約農業（しゅうやくのうぎょう）とは、単位面積あたりに投下される労働、資本の集約度合いの高い農業形態。

## 概要
原始的な農業形態では、天水農業や根栽農耕、略奪的な焼畑農業など粗放的な農業が中心であるが、やがて経済が発展すると生産性を高めるために灌漑施設、農業機械、生産・出荷施設、化学肥料（金肥）、農薬の使用、農業従事者の雇用（過去においては奴隷も含まれる）などが資本を注入して行われるようになる。こうして労働力や資本力を集中的に投下する農業形態を集約農業という。